# YF-100
YF-100は現在、開発中の中華人民共和国で最も強力な液体酸素とケロシンを推進剤とする推力120トン級のロケットエンジンである。推力の大きさを基に、YF-120tとも呼ばれている。開発は中国航天科技集団公司 (CAST) 傘下の航天推進技術研究院 (AALPT) により2000年代に始まり、中国国家航天局 (CNSA) の監督の下で2005年から各種試験が行われている。エンジンの地上試験は2007年半ばにおいて成功している。エンジンの推力方向の変更はジンバル機構により行われ、1軸方向のみ可能の物と、2軸方向に可能な物の、2種類を製作する予定である。このエンジンは、中国航天科技集団公司 (CAST) 傘下の中国運載火箭技術研究院 (CALT) で開発中の長征5号ロケットの補助ロケットブースターのエンジンに採用される予定である。また、現在有人宇宙飛行に用いられている長征2号F型の後継機として、CALTで開発中の長征7号の1段目のエンジンと補助ロケットブースターのエンジンにも採用される予定である。

## 技術的特徴
YF-100エンジンはロシアのRD-120を原型として開発された。ケロシン/液体酸素を燃焼する。二段燃焼サイクルで真空中での比推力は335秒である。地上での推力は122トンで真空中での推力は136.7トンである。

## 用途
エンジンの開発作業は2012年に完了した。最初の打ち上げ予定は2015年である。YF-100エンジンは長征5号の打ち上げ時に使用するK-3-1 (2基装備)と K -2-1 (1基のみ)のような1段目に使用される。増強型のK-3-1は長征6号と長征7号の第1段用として使用される。